# مدیر ارشد بازاریابی
یک مدیر ارشد بازاریابی (به انگلیسی: Chief marketing officer) یا مدیر بازاریابی مسئولیت اجرایی فعالیت‌های بازاریابی یک سازمان و رهبری و هدایت تیم های بازاریابی را بر عهده دارد و اغلب گزارش‌های خود را به مدیر ارشد اجرایی و یا مدیر عمليات برای رسیدن به اهداف اصلی برندینگ و فروش ارائه میدهد. یک مدیر بازاریابی عموماً نیز مدیر ارشد تاثیر نیز می‌باشد.او مسئولیت هم‌صدا کردن یک شرکت را نیز برعهده دارد. 

## مسئولیت اولیه
- وظایف تحلیلی: مانند قیمت‌گذاری و تحقیقات بازار
- وظایف خلاقانه: از جمله طراحی و تبلیغات، تبلیغات
- وظایف فردی: مانند هماهنگی بسیاری از سبک‌های مختلف تفکر در یک تیم.

## چالش ها
مدیر ارشد بازاریابی مسئول تسهیل رشد فروش و استراتژی بازاریابی است. آن‌ها باید در جهت تحقق اهدافی مانند: تولید و رشد درآمد، کاهش هزینه و کاهش ریسک کار کنند. اثر غیر قابل پیش‌بینی رقابت بازاریابی، همراه با نیاز کسب سود، اغلب دوره تصدی این شغل یعنی مدیریت ارشد بازاریابی را کوتاه می‌کند. شرکت مشاوره اسپنسر استوارت نشان داد که میانگین دوره تصدی CMO در سال 2020 معادل 40 ماه  (یعنی کمی بیش از 3 سال) بوده است که کمترین میزان در یک دهه اخیر بوده است. این در مقایسه با میانگین دوره تصدی 7 ساله برای جایگاه شغلی مدیرعامل نشان‌دهنده چالشی برای CMOها برای هدف‌گذاری رشد بلندمدت است.
مطالعه نقشه‌برداری (سیستماتیک) که توسط Raines انجام شد، نشان داد که CMOها در حال از دست دادن نفوذ خود هستند (73% از شرکت‌های فهرست Fortune 250 دارای CMO با جهانی هستند، اما تنها 44% از CMOهای جهانی در C-suite حضور دارند). CMO ها احساس ارزشمندی نمی‌کنند (23% از CMOهای فورچون 500 مورد بررسی، مطمئن نبودند که مدیر عامل سازمان کار آن‌ها را درک کرده باشد).